# ヘイ!バディー
『Hey!Buddy』（ヘイ!バディー）は、かつて白夜書房が刊行していた男性向け総合月刊誌である。初期のキャッチコピーは「熱くいこうぜ!相棒」。日本初のロリータ専門誌として知られ、1984年創刊の『ロリコンHOUSE』（三和出版）などとともに1980年代の第1次ロリコンブームを支えた。

## 概要
1980年7月号を創刊号として刊行を開始した。当初は外国人のヌードモデルや釣り、競馬情報などを内容とする一般的な男性向け総合誌をコンセプトとし、ロリータ関連の記事は1コーナーの扱いだった。その後、当時、過激な内容から話題を集めていたミニコミ誌『突然変異』のロリコン記事「六年四組学級新聞」に興味を抱いた白夜書房の編集部が1981年12月号から『突然変異』の青山正明を起用し、1982年5月号から明確なロリコン路線に移行する。その後もロリコンブームの過熱を煽り、最盛期には8万部を売り上げた。同時期に白夜書房から発行されていた末井昭と荒木経惟による写真雑誌『写真時代』、スーパー変態マガジン『Billy』、ロリコン漫画誌の草分け『漫画ブリッコ』と並んで1980年代のサブカルチャーに与えた影響は大きい。
しかし1985年8月10日発売の『ヘイ!バディー』9月増刊号『ロリコンランド8』が警視庁保安一課より摘発され発禁回収処分となる。それまで国内の雑誌で少女のワレメをわいせつとする前例はなく、この発禁事件は言い換えれば「少女のワレメはわいせつ物にあたる」という当局のお墨付きが出たということでもあった。これ以降、無修正ワレメ写真の掲載が事実上タブーとなったことから「ワレメが見えないロリコン雑誌はもはやロリコン雑誌ではない」という高桑編集長の判断によって1985年11月号を最後に本誌は自主廃刊した。終刊号のキャッチコピーは「ロリコンの時代は終わった 次はティーン・エイジだ!!」である。

## 内容
- ロリータ総合情報誌として実写に限らず、漫画やアニメ、ビデオ、同人誌などのロリータ情報も総合的に取り上げ、元祖ロリコン漫画家の杉本五郎、内山亜紀、中島史雄、村祖俊一、千之ナイフなども度々誌上に登場した[2]。一方で連載コラムの執筆陣には高杉弾、青山正明、蛭児神建、高取英、板坂剛、流山児祥などを配し[10]、サブカルチャー系の話題も積極的に取り上げ、読者に不評だった編集部趣味のプロレス記事が終刊に至るまで継続されるなどロリータ以外の読物も多かった。終刊号の「廃刊記念座談会」に参加した蛭児神建は本誌について「なんかワケのわからん雑誌だった。お笑い雑誌だと思ってた」と語っている[9]。
- 特に青山正明の雑誌内新聞「6年4組学級新聞」改め「Flesh Paper」（肉新聞）では「何を書いてもかまわない」という方針からロリータ以外にドラッグやフリークス、カルト映画、スプラッター映画の紹介など青山独自の路線となり、制約の少ないエロ本ならではの自由な執筆スタイルを確立していた[† 2]。
- 読者投稿の“少女いたずら写真コーナー”では「少女犯罪写真」のキャッチコピー付きで少女に対する悪戯写真や盗撮写真など明らかに犯罪臭が漂う投稿写真も平然と掲載する姿勢が人気を呼び、3年間で集まった写真は最終的に7万2千枚にも上った[2]。また本誌の常連投稿家からは子供へのわいせつ行為で実際に逮捕される者も現れるようになり、これが原因で増刊『ロリコンランド8』が当局から摘発され発禁になったと推測されている[12]。
- ちなみに終刊号で公表された読者アンケートによれば、当時「ロリコン」と呼ばれた読者の9割以上が「女子大生のお姉さんに誘われたらついていく」など真性のロリコン（ペドフィリア）とは思えない回答をしており、当時はヘアヌード解禁前だったことから、ほとんどの読者は幼女の「ワレメ」を専ら成熟した女性器の代替物として消費していたとみられている[13]。

## 増刊号
- ロリコンランド
- ロリータ・スナイパー
- 少女アングル
- 少女図鑑
- マッドネス